# Марчиньяго
Марчиньяго (итал. Marcignago) — коммуна в Италии, располагается в регионе Ломбардия, подчиняется административному центру Павия.
Население составляет 1923 человека, плотность населения составляет 192 чел./км². Занимает площадь 10 км². Почтовый индекс — 27020. Телефонный код — 0382.
Покровительницей коммуны почитается святая Агата, празднование в третье воскресение октября.